# Carhuacallanga (distrito)
Carhuacallanga é um distrito da província de Huancayo, localizado do Departamento de Junín, Peru.

## Transporte
O distrito de Carhuacallanga não é servido pelo sistema de estradas terrestres do Peru.